# Fatorèxia
La fatorèxia és un trastorn mental que tenen les persones que tenen una imatge distorsionada del seu cos i es veuen primes del que realment estan. El qui la pateix no és conscient de la seva obesitat i, per tant, no intenta millorar els seus hàbits alimentaris per fer-los més saludables, tampoc són conscients dels riscos que l'obesitat comporta per la seva salut.
El tractament consisteix en la normalització i regularització de la dieta, amb un règim de menjars sa que permeti aconseguir una baixada de pes és l'únic tractament. Per a la fatorèxia, juntament amb una teràpia psicològica que ajudi al pacient a complir amb el tractament. És un trastorn mental que tenen les persones quan estan obeses i es veuen primes.